# Lucky (Nada Surf)
Lucky is het vijfde studioalbum van de Amerikaanse band Nada Surf. Het album verscheen op 5 februari 2008.

## Tracks
1. "See These Bones"
2. "Whose Authority"
3. "Beautiful Beat"
4. "Here Goes Something"
5. "Weightless"
6. "Are You Lightning?"
7. "I Like What You Say"
8. "From Now On"
9. "Ice on the Wing"
10. "The Fox"
11. "The Film Did Not Go 'Round"

## Voetnoten
1. ↑  http://www.barsuk.com/shop/bark070